# Speocropia grandimacula
Speocropia grandimacula là một loài bướm đêm trong họ Noctuidae.